# Abbas al-Dscharari
Abbas al-Dscharari (arabisch عباس الجراري, DMG ʿAbbās al-Ǧarārī; auch Abbas Al-Jarari und Abbès Jirari; * 15. Februar 1937 in Rabat; † 20. Januar 2024) war ein marokkanischer Intellektueller. Er war Berater des Königs von Marokko.

## Leben
Abbas war der Sohn des Gelehrten und Schriftstellers Abdallah al-Dscharari (1905–1983). Er studierte arabische Sprache und Literatur an der Universität Kairo in Ägypten und arbeitete in den 1960er Jahren im Ministerium für auswärtige Angelegenheiten. Er war Professor an der Fakultät für Kunst und Geisteswissenschaften in Rabat.
Er war einer der 138 Unterzeichner des offenen Briefes Ein gemeinsames Wort zwischen Uns und Euch, den Persönlichkeiten des Islam 2007 an „Führer christlicher Kirchen überall“ sandten.
Er war verheiratet und Vater von drei Kindern.